# (1272) Гефьён
(1272) Гефьён (лат. Gefion) — астероид главного пояса, который возглавляет одно из крупных астероидных семейств, получившее название Семейство Гефьён. Он был открыт 14 мая 1950 год немецким астрономом Карлом Рейнмутом в обсерватории Хайдельберг в Германии, расположенной около холма Кёнигштуль и назван в честь Гефьён, богини плодородия в скандинавской мифологии.

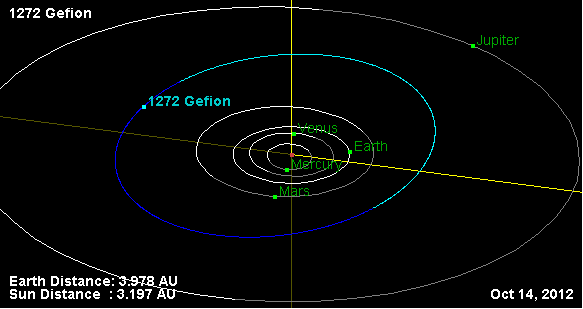
Орбита астероида Гефьён и его положение в Солнечной системе